# فرج‌الله بهرامی
میرزا فرج‌الله خان دبیراعظم (۱۲۶۱–۱۳۳۰) که نام خانوادگی بهرامی برگزید، روزنامه‌نگار، نویسنده و دولتمرد دوران پهلوی بود.

## زندگی
پدرش، محمّد‌علی خان تفرشی، پزشک بود. در مدارس دارالفنون، آلیانس و مدرسه ایران و آلمان به تحصیل پرداخت و در سال ۱۲۸۵ خورشیدی، مقارن مشروطیت، به استخدام وزارت جنگ درآمد. در زمان وزارت حسین علاء به وزارت فوائد عامه و تجارت انتقال یافت و منشی اول این وزارتخانه شد، اما پس از چندی به وزارت جنگ برگشت و مشاغل مختلفی را طی کرد، از جمله منشی اول، رئیس دفتر پیاده‌نظام و ریاست کابینه (رئیس دفتر وزیر). 
مدتی پس از کودتای سوم اسفند ۱۲۹۹ که رضاخان سردارسپه وزیر جنگ شد، فرج‌الله خان رئیس دفتر وزیر بود. او مورد توجه سردار سپه قرار گرفت و علاوه بر اینکه نطقهای رضاخان را می‌نوشت، معلم او هم شد. دبیراعظم که مردی مطلع و به تاریخ و جغرافیای ایران آگاه بود، یکی از هفت نفری بود که روزی یکی دو ساعت به رضاخان درس می‌دادند و بر معلومات او می‌افزودند. در سال ۱۳۰۱ که قشون متحدالشکل تشکیل شد، مجله قشون تأسیس و مدیریت آن به فرج‌الله خان داده شد. سال بعد هنگامی که سردارسپه، احمدشاه را که راهی فرنگ بود تا خانقین بدرقه کرد، برای فرج‌الله خان از او لقب دبیراعظم گرفت. دبیراعظم همه جا با رضاخان همراه بود. پس از به سلطنت رسیدن رضاخان مورد توجه شاه واقع شد و به سمت ریاست دفتر مخصوص شاهنشاهی منصوب شد. 
در همان سال ۱۳۰۲ دبیراعظم به نمایندگی تبریز به مجلس شورای ملی رفت (دوره پنجم). همین دوره پنجم بود که در نهم آبان ۱۳۰۴ با رأی به ماده واحده‌ای سلطنت دودمان قاجار را برچید و قدرت را به رضاخان پهلوی انتقال داد. بهرامی رئیس دفتر رضا شاه شد اما در این سمت نتوانست بر رضایت رضاشاه از خود بیفزاید. در سال ۱۳۰۶ به سرپرستی محصلین اعزامی قورخانه به فرنگ فرستاده شد اما در آنجا زیاد نماند و به تهران احضار و حکومت اصفهان به او داده شد. سپس والی فارس شد و انجمنهای ادبی را در شیراز راه انداخت و آرامگاه حافظ را ساخت. 
در ۲۳ فروردین ۱۳۱۱ مهدی‌قلی هدایت، بهرامی را به عنوان وزیر پست و تلگراف دولت خود به مجلس معرفی کرد. در زمان وزارت او، سنگ بنای ارتباطات تلفنی بین‌المللی با پیوستن دولت ایران به «قرارداد بین‌المللى مرابطات بعیده (تله کمونیکاسیون)» گذاشته شد که در هجدهم آذر ۱۳۱۱ (نهم دسامبر ۱۹۳۲) در مادرید منعقد شد.
تا شهریور ۱۳۱۲ که دولت هدایت سقوط کرد، بهرامی وزیر پست و تلگراف بود و پس از آن، محمدعلی فروغی نخست وزیر شد و بهرامی را والی خراسان کرد تا کنگره بین‌المللی هزاره فردوسی را برگزار کند. پس از پایان کنگره در سال ۱۳۱۳ بهرامی به تهران احضار و بیکار شد. 
در سال ۱۳۱۴ بهرامی همراه با علی دشتی، زین‌العابدین رهنما و محمدرضا تجدد که مورد بی‌مهری رضا شاه قرار گرفته بودند، به زندان افتادند. پس از آزادی به ملایر تبعید و دوباره در سال ۱۳۱۹ زندانی شد. بیم جان او در زندان می‌رفت که در شهریور ۱۳۲۰ و با اشغال ایران، رضاشاه از قدرت سقوط کرد و بهرامی آزاد شد. 
بهرامی پس از آزادی مدتی در روزنامه شفق سرخ متعلق به علی دشتی مقالاتی با امضای ف. برزگر می‌نوشت تا این که قوام‌السلطنه پس از وقایع هفدهم آذر ۱۳۲۱ او را وزیر کشور کرد. اما بهرامی دست به خودسری‌هایی زد و بدون اطلاع قوام با شاه دیدار می‌کرد. بین‌ آن دو بگو مگو شد و قوام با اینکه از مجلس رأی اعتماد گرفته بود، استعفا داد. وزارت کشور بهرامی یک ماه بیشتر طول نکشید. آخرین سمت او استانداری اصفهان بود که آن هم زیاد به طول نینجامید. 